# Falconer-Formel
Die Falconer-Formel ist eine Schätzformel zur Ermittlung der genetischen Heritabilität von Persönlichkeitsmerkmalen, insbesondere bei Zwillingsstudien.
Sie wurde 1960 von dem britischen Genetiker Douglas Scott Falconer (1913–2004) entwickelt und lautet:
{\displaystyle h^{2}=2\cdot (r_{EZ}-r_{ZZ})}
Hierin steht {\displaystyle h^{2}} für die Erblichkeit im engeren Sinne; {\displaystyle r_{EZ}} steht für Korrelation eineiiger Zwillinge und {\displaystyle r_{ZZ}} die Korrelation zweieiiger Zwillinge (im Englischen: MZ für monozygot und DZ für dizygot).
Die Formel liefert angemessene Schätzungen, wenn weder Gendominanz, Epistase oder Assortative mating vorliegen und die Umwelt zur Ähnlichkeit der eineiigen und zweieiigen Zwillinge gleich viel beiträgt.
Beispiel
Bezüglich eines Merkmals betrage die Korrelation für EZ {\displaystyle r_{EZ}=0{,}50}, diejenige für ZZ {\displaystyle r_{ZZ}=0{,}30}. Wie hoch kann die Erblichkeit des Merkmals geschätzt werden?
{\displaystyle h^{2}=2\cdot (0{,}50-0{,}30)=0{,}40}
Es gibt ähnliche Schätzformeln für die Erblichkeit im engeren Sinne sowie für geteilte und individuelle Umwelt. Eine andere Variante zur Schätzung der Heritabilität schlug Holzinger vor.